# Euceros gilvus
Euceros gilvus är en stekelart som beskrevs av Barron 1978. Euceros gilvus ingår i släktet Euceros och familjen brokparasitsteklar. Inga underarter finns listade i Catalogue of Life.